# 朱赤
朱赤（1903年3月11日—1937年12月 †），字幼卿，號新民。江西省修水縣人。他為抗日戰爭期間陣亡的中國軍方高級將領之一。

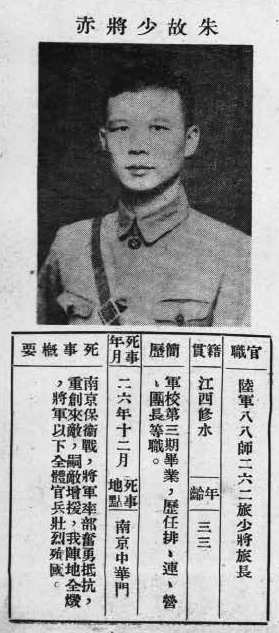
《抗戰軍人忠烈錄》（第一輯）中的朱赤烈士遺像

## 生平[1]
1925年考進黃埔軍校第三期步兵科，次年參加北伐，因戰功升任排長、連長
1937年8月，任陆军第88师262旅少将旅长，参加淞沪会战， 抵抗日軍进攻。1937年12月于保卫国民政府首都南京的战斗中殉職
國民革命軍第七十二軍第八十八師二六二旅少將旅長。南京保衛戰壯烈成仁。2014年，列入第一批著名抗日英烈和英雄群体名录。